# Federación de Transportes, Comunicaciones y Mar
La Federación de Transportes, Comunicaciones y Mar, está integrada en la Unión General de Trabajadores, de la cual asume los principios fundamentales, la declaración de principios, los estatutos, así como los acuerdos de los congresos confederales y sus órganos de dirección. Esta Federación asume los principios de unidad orgánica, política y administrativa.
Las siglas que representan a la Federación de Transportes, Comunicaciones y Mar son TCM-UGT

## Orígenes y antecedentes
La primera Federación se consolida durante el congreso celebrado entre el 9 y 11 de diciembre de 1977 en Madrid, en lo que pasaría a conocerse como “I Congreso de la Federación de Trabajadores del Transporte”, este congreso se pudo celebrar gracias a los esfuerzos de la Gestora que se había constituido el 22 de febrero de 1976 y presidía el compañero Fernándo González Vila. 
En esta primera ejecutiva fueron elegidos:
- Secretaría General: Andres Asenjo Bezos
- Secretaría de Organización: Violeta Fernández
- Secretaría de Administración: Adolfo del Puello
- Secretaría de coordinación de sindicatos: Luis María Tellaeche Virumbrales
- Secretaría de coordinación de información: Juan Roldán
- Secretaría de prensa e información: Fernando Barros
- Secretaría de propaganda: Emilio Marchena
- Secretaría de Relaciones Internacionales: Alberto Periago
- Vocalía: Luis Somolinos
- Vocalía: Vitoriano Sánchez Moreno
- Vocalía: Florián Parreño

1. El “II Congreso de la Federación de Transportes” tiene lugar entre el 7 y el 9 de diciembre de 1979 en San Sebastián.
2. El “III Congreso de la Federación de Transportes” Tiene lugar entre el 29 de junio y el 3 de julio de 1983 en Madrid.
3. “Congreso de unificación de Transportes y Telecomunicaciones”, este congreso se celebra el mayo de  1984 en Madrid, donde se unifican el sindicato de Transportes y el sindicato de Teléfonos.
4. El “IV Congreso de la Federación de Transportes y Telecomunicaciones” tiene lugar entre el 21 y el 24 de mayo de 1986 en Madrid. Este congreso elegirá una comisión ejecutiva compuesta por 20 miembros una de las mayores en la historia de esta Federación.
5. El “V Congreso de la Federación de Transportes y Telecomunicaciones” tiene lugar entre el 25 y el 28 de marzo de 1990 en Barcelona.
6. El “VI Congreso de la Federación de Transportes y Telecomunicaciones” tiene lugar entre el 13 y el 17 de junio de 1994 en Granada.
7. El “VII Congreso de la Federación de Transportes y Telecomunicaciones” tiene lugar entre el 14 y el 17 de abril de 1998 en La Coruña.
8. El “VIII Congreso de la Federación de Transportes, Comunicaciones y Mar” se produce el cambio de nombre de la federación para adecuarlo a su realidad estructural interna. Este congreso tiene lugar entre el 14 y el 17 de mayo de 2002 en Cáceres.
9. El “IX Congreso de la Federación de Transportes, Comunicaciones y Mar” tiene lugar entre el 18 y 21 de octubre de 2005 en Gijón

1. El “X Congreso de la Federación de Transportes, Comunicaciones y Mar” se celebró entre el 29 de septiembre y el 2 de octubre de 2009 en Zaragoza.

Para ampliar la historia de la Federación de Transportes, Comunicaciones y Mar te puedes dirigir a su página web

## Logotipos
La Federación de Transportes, Comunicaciones y Mar, está integrada en la identidad Corporativa de la Unión General de Trabajadores, la cual creó la “Oficina de la Marca” siguiendo las resoluciones del “39º Congreso Confederal de la Unión General de Trabajadores”.
Los logotipos de la Unión General de Trabajadores están registrados en la “Oficina Española de Patentes y Marcas”, donde se puede consultar su base de registros y ver los diferentes logos patentados a lo largo de la historia del sindicato. Los actuales están registrados bajo los siguientes números M 2801342, M 280345 y M 2801362, aunque existen otros registrados, que no se usan en la vida cotidiana del sindicato.

## Afiliación Internacional
La Federación de Transportes, Comunicaciones y Mar, está afiliada o asociada a las siguientes sindicatos o asociaciones internacionales:
ITF (Federación Internacional del Transporte),  UITA ( Unión Internacional de los trabajadores de la alimentación, agrícolas, hoteles, restaurantes, tabacos y afines), UNI (Unión Internacional de las Comunicaciones y Servicios), ETF (Federación Europea de los trabajadores del transporte), EFFAT (Federación Europea de los sindicatos de los sectores de alimentación, agricultura, turismo y sectores conexos)

## Su composición y estructura
La Federación de Transportes, Comunicaciones y Mar reconoce los siguientes órganos internos:
- Comisión Ejecutiva Federal
- Comisión de Garantías
- Comisión de Control Económico
- Comité Federal
- Consejo Federal

y está estructurada en:
- Federaciones Regionales, Provinciales, Insulares o de Nacionalidad.
- Sindicatos Territoriales
- Secciones Sindicales

La Federación de Transportes, Comunicaciones y Mar también reconoce la sectorialización, cuyos sectores quedan definitivamente formados por:
1. UGT - Sector Federal de Aéreos
2. UGT - Sector Federal de Carreteras y Urbanos
3. UGT - Sector Federal de Comunicaciones
4. UGT - Sector Federal de Ferroviarios y Servicios Turísticos
5. UGT - Sector Federal de Mar
6. UGT - Sector Federal de Puertos, Aduanas y Consignatarias
7. UGT - UNIATRAMC Unión de Autónomos del Transporte por Carretera y Mar

## Comisión Ejecutiva Federal 2009-2013
- Secretario General: Miguel Ángel Cillero Sánchez
- Secretario de Organización: Miguel Torres Márquez
- Secretaría de Administración: Rodrigo Moreno Pérez
- Secretaría de Acción Sindical y Política Territorial: Eduardo Hernández Oñate
- Secretaría de Formación: Yolanda Castellano García
- Secretaría de Salud y Medio Ambiental:Miguel Prim Gorrochategui
- Secretaría de Relaciones Internacionales: Amparo Sánchez García
- Secretaría Federal de Igualdad: Elena Rodríguez Viota
- Secretaría Federal de política Institucional: Inmaculada Marcos Martínez
- Secretaría Federal Sectorial de Aéreos: Francisco Rodríguez Martín
- Secretaría Federal Sectorial de Carreteras y Urbanos: Emilio Cardero Millán
- Secretaría Federal Sectorial Comunicaciones: Alfredo Mesa Navarro
- Secretaría Federal Sectorial de Ferroviarios y Servicios Turísticos: Félix Díaz Martínez
- Secretaría Federal Sectorial de Mar: Manuel Domínguez Segade
- Secretaría Federal Sectorial de Puertos, Aduanas y Consignatarias:José Antonio Olaizola Azaldegui